# フェリックス・グロースシャルトナー
フェリックス・グロースシャルトナー (Felix Großschartner、1993年12月23日 - ) は、オーストリア、ヴェルス出身の自転車競技選手。現在はボーラ＝ハンスグローエ所属。「グロスシャルトナー」「グロスシャートナー」「グロスチャートナー」などとも表記される。 グランツール各レースの初出場はジロ・デ・イタリア2017、ブエルタ・ア・エスパーニャ2019、ツール・ド・フランス2020であった。ブエルタ・ア・エスパーニャ2020では総合9位に入っている。

## 主な戦績
2015
- オーストリア一周 山岳賞

2017
- オーストリア一周 総合3位

2018
- オーストリア選手権個人タイムトライアル 3位
- オーストリア選手権ロードレース 2位
- ツアー・オブ・広西 総合2位

2019
- ツアー・オブ・ターキー 総合優勝、区間1勝

2020
- ブエルタ・ア・ブルゴス 区間1勝
- ブエルタ・ア・エスパーニャ 総合9位

2021
- ツアー・オブ・ジ・アルプス 区間1勝

2022
- オーストリア選手権
  -  個人ロード（2022）
  -  個人TT（2022）

2024
- オーストリア選手権  個人TT

2025
- オーストリア選手権  個人TT
- ツアー・オブ・オーストリア 区間優勝（第1ステージ）

### グランツールの総合成績
| グランツールの総合成績     |      |      |      |      |      |      |
| グランツール               | 2017 | 2018 | 2019 | 2020 | 2021 | 2022 |
| ジロ・デ・イタリア         | 78   | 27   | —    | —    | 42   | —    |
| ツール・ド・フランス       | —    | —    | —    | 63   | —    |      |
| ブエルタ・ア・エスパーニャ | —    | —    | 36   | 9    | 10   |      |